# Unione Sportiva Forlimpopoli 1938-1939
Questa voce raccoglie le informazioni riguardanti l'Unione Sportiva Forlimpopoli nelle competizioni ufficiali della stagione 1938-1939.

## Rosa
| N. |                   | Ruolo | Calciatore         |
| -- | ----------------- | ----- | ------------------ |
|    | Italia (bandiera) | C     | Giovanni Acquisti  |
|    | Italia (bandiera) | D     | Giuseppe Arezzi    |
|    | Italia (bandiera) | A     | Guglielmo Bertozzi |
|    | Italia (bandiera) | A     | Ferdinando Bondi   |
|    | Italia (bandiera) |       | Luigi Calbi        |
|    | Italia (bandiera) |       | Stelvio Camillotti |
|    | Italia (bandiera) | C     | Alessandro Carlini |
|    | Italia (bandiera) |       | Renato Casali      |
|    | Italia (bandiera) |       | Tullio Celli       |
|    | Italia (bandiera) |       | Mario Fagioli      |
|    | Italia (bandiera) |       | Nello Liverani     |

| N. |                   | Ruolo | Calciatore         |
| -- | ----------------- | ----- | ------------------ |
|    | Italia (bandiera) | D     | Eugenio Lucchi     |
|    | Italia (bandiera) |       | Cesare Macori      |
|    | Italia (bandiera) | D     | Mario Maltoni      |
|    | Italia (bandiera) | C     | Giuseppe Minghetti |
|    | Italia (bandiera) |       | Antonio Olpini     |
|    | Italia (bandiera) |       | Mario Picci        |
|    | Italia (bandiera) | P     | Claudio Reali      |
|    | Italia (bandiera) | D     | Raul Sartini       |
|    | Italia (bandiera) | D     | Guerrino Tumidei   |
|    | Italia (bandiera) |       | Eugenio Vannini    |